# Carlo Hommel
 (décembre 2023).
Si vous disposez d'ouvrages ou d'articles de référence ou si vous connaissez des sites web de qualité traitant du thème abordé ici, merci de compléter l'article en donnant les références utiles à sa vérifiabilité et en les liant à la section « Notes et références ».
Carlo Hommel est un organiste, compositeur, chef de chœur et pédagogue luxembourgeois, né le 24 septembre 1953 à Bissen et décédé le 8 mars 2006 à Luxembourg. Il est considéré comme un spécialiste du chant grégorien.

## Biographie
Carlo Hommel reçoit ses premières leçons d'orgue de son père. À l'âge de 12 ans, il devient organiste de l'église Saint-Etienne à Bissen. Il entre ensuite au Conservatoire royal de Liège où il remporte plusieurs récompenses. Parmi celles-ci le Premier Prix et le Diplôme Supérieur d'orgue dans la classe d'Hubert Schoonbroodt, dont il deviendra le chargé de cours aux Conservatoire royaux de Liège puis de Bruxelles.
En 1974, Carlo Hommel devient  titulaire de l'orgue de l'église Saint- Sébastien à Ettelbruck et, en 1979, co-titulaire de l'orgue de l'abbaye Saint-Maurice-et-Saint-Maur à Clervaux (membre de la congrégation de Solesmes, attachée à la confédération bénédictine). 
Deux ecclésiastiques exercent sur le musicien une profonde influence au plan de la connaissance, de la pratique et de l'accompagnement du chant grégorien : l'abbé Alexis Hoffman (1918-1994), musicologue issu de l'Université de Bonn et Dom Georges Chopiney (1921-1999), moine de l'abbaye de Clervaux.
L'intérêt pour la découverte des textes anciens amène Carlo Hommel à publier, en 1981 et avec l'aide de l'abbé Hoffmann, Deux Vêpres de l'office de Saint Willibrord (IXe siècle), extraites d'un manuscrit conservé à la Bibliothèque nationale de Luxembourg. 
En 1987, il devient organiste de la cathédrale Notre-Dame de Luxembourg, succédant dans cette charge à Albert Leblanc. À ce titre, il est invité à siéger à l'Institut Grand-Ducal. Membre-fondateur des Amis de l'orgue de Luxembourg, il dirige plusieurs chœurs : Le Madrigal de Luxembourg, la Schola de la cathédrale Notre-Dame, la Schola Willibrordiana.
Ses connaissances en facture d'orgue font de Carlo Hommel un expert réputé. Pédagogue, il enseigne Conservatoire de musique du Nord (Luxembourg) et à l'Académie d'été Kloster Steinfeld (Allemagne).
Parallèlement à ses activités de concertiste, Carlo Hommel signe quelques enregistrements consacrés aux les pièces de Dom Paul Benoît, (moine compositeur qui fut organiste de l'Abbaye de Clervaux), Johann Sebastian Bach, Jean-Pierre Bréval.
Carlo Hommel décède inopinément en 2006, à l'âge de 52 ans, des suites d'une erreur médicale.

## Écrits
- Hommel, C., 1985. Apologie vum Menager. E leidenschaftleche Plaidoyer fir d'Nummer Eent. In: W. Faber, F. Théato & J. Zuang (Koord.), 1985. Buch ouni Titel, erausgi vum Sang a Klang, Pafendall. Dréckerei Print-Service, Lëtzebuerg.
- Hommel, C., 1985. Menager als Orgelexperte. Ein (lehrreiches) Beispiel. In: Faber, W., F. Théato & J. Zuang (Koord.), 1985.